# بسام رؤوف
بسام رؤوف (عربی: بسام رؤوف؛ زادهٔ ۷ اکتبر ۱۹۶۸) بازیکن فوتبال اهل عراق بود.
از باشگاه‌هایی که در آن بازی کرده‌است می‌توان به باشگاه ورزشی الزورا اشاره کرد.
وی همچنین در تیم ملی فوتبال عراق بازی کرده‌است.